# Лаогон
Лаогон је у грчкој митологији било име више личности.

## Митологија
- У Хомеровој „Илијади“ је био један од Тројанаца, учесник тројанског рата. Био је Онеторов син.[1][2] Убио га је Мерион.[3]
- Хомер је поменуо још једног Тројанца са овим именом. Он је био Дарданов брат. Убио га је Ахил.[1]
- У другим изворима се помиње Лаогон који се у истом рату борио против Тројанаца и кога је убила Амазонка Дериноја.[4]